# István Czakkel
István Czakkel (Budapest, 16 de diciembre de 1947) es un deportista húngaro que compitió en esgrima, especialista en la modalidad de florete. Ganó una medalla de plata en el Campeonato Mundial de Esgrima de 1970.

## Palmarés internacional
| Campeonato Mundial | Campeonato Mundial | Campeonato Mundial | Campeonato Mundial  |
| Año                | Lugar              | Medalla            | Prueba              |
| ------------------ | ------------------ | ------------------ | ------------------- |
| 1970               | Ankara (Turquía)   | Medalla de plata   | Florete por equipos |